# Blickpunkt Bundestag
Blickpunkt Bundestag war eine Zeitschrift des Deutschen Bundestags. Sie behandelte Themen aus Politik, Zeitgeschehen und Zeitgeschichte. Die Beilage „Spezial“ behandelte ein parlamentarisches Schwerpunktthema.
Die Zeitschrift wurde mit Ausgabe 2/2010 eingestellt.